# Zhou Suhong
Zhou Suhong (chinesisch 周苏红, Pinyin Zhōu Sūhóng; * 23. April 1979 in Suzhou) ist eine chinesische Volleyballspielerin.
Zhou Suhong spielte von 1999 bis 2010 auf der Diagonalposition in der chinesischen Nationalmannschaft und gewann bei den Olympischen Spielen 2004 in Athen die Goldmedaille und bei den Olympischen Spielen 2008 in Peking die Bronzemedaille. Sie gewann außerdem 2003 den World Grand Prix und den Weltpokal in Japan. Zhou ist auch mehrfache Asienmeisterin und gewann dreimal die Asienspiele. Dabei wurde sie mehrfach als „Beste Annahmespielerin“ ausgezeichnet.
Zhou spielte 1998 an der Seite von Tian Jia auch Beachvolleyball auf der FIVB World Tour.

## Privates
Zhou war mit dem ehemaligen chinesischen Nationalspieler Tang Miao verheiratet.